# Heinz Greiffenberger
Heinz Greiffenberger (* 24. November 1937 in Königsberg (heute Kaliningrad); † 22. Oktober 2023) war ein deutscher Unternehmer.

## Leben
Greiffenberger war ein Flüchtlingskind und verließ mit 14 Jahren die Schule, um im väterlichen Betrieb in Hamburg Rundfunk- und Fernsehtechniker zu lernen. Später jobbte er am Hamburger Hafen und verdiente sich das Geld für seinen Traum vom Japan-Aufenthalt.

### Unternehmerische Tätigkeit
Anfang der 60er Jahre fuhr er per Schiff in der dritten Klasse nach Yokohama und blieb ein halbes Jahr dort. Er knüpfte dort erste Beziehungen zur japanischen Elektronikindustrie. Daraus entstand nach seiner Rückkehr nach Deutschland eine Vertriebsfirma mit einem Hamburger Unternehmer, an der Greiffenberger minderheitlich beteiligt war. In den folgenden Jahren baute er als geschäftsführender Gesellschafter den Vertrieb für die Produkte des japanischen Unterhaltungselektronikkonzerns Matsushita und der dänischen Firma Bang & Olufsen für den deutschen Markt auf. Beide Unternehmen waren zuvor auf dem deutschen Markt noch nicht vertreten.
Ab 1971 leitete Heinz Greiffenberger 11 Jahre lang als Vorstandssprecher die Rosenthal Technik AG (Rosenthal AG 75 %, AEG 25 %), einen der führenden Hersteller auf dem Weltmarkt für technische Keramik. Er wollte jedoch lieber selbständig sein und gründete 1981 sein eigenes Unternehmen, indem er zunächst zwei marode Unternehmen erwarb und diese sanierte. Heinz Greiffenberger wurde vor allem dadurch bekannt, dass es ihm gelang, in sehr kurzer Zeit diese zwei sanierungsbedürftigen Unternehmen mit zusammen etwa 1.000 Mitarbeitern zur Rentabilität zu führen. Er begann mit nur 350.000 DM Eigenkapital mit der J.N. Eberle & Cie, einem der ältesten Industrieunternehmen in Augsburg. Später wurden weitere Unternehmen dazugekauft. 1986 schließlich ging die Unternehmensgruppe an die Börse. Greiffenberger führte die Holding der entstandenen Gruppe Greiffenberger AG als Hauptaktionär und Alleinvorstand bis zum 25. Juni 2003 und wechselte dann in den Aufsichtsratsvorsitz. Nachfolger als Vorstand wurde zunächst sein ältester Sohn Stefan Greiffenberger, der jedoch ab 2015 nicht mehr für diesen Posten zur Verfügung stand. Bis zum Jahr 2016 begleitete Heinz Greiffenberger den Aufsichtsratsvorsitz. Im Jahr 2016 schied er aus dem Aufsichtsrat aus Altersgründen aus. Als Nachfolger wurde Stefan Greiffenberger als einfaches Mitglied in den Aufsichtsrat gewählt.

### Politische Tätigkeit
Daneben hat sich Greiffenberger vor allem mit Fragen der Ordnungspolitik beschäftigt. Er war Mitglied der Deregulierungskommission der Bundesregierung, die von 1988 bis 1990 bestand. Diese unterbreitete der Bundesregierung Vorschläge zur marktwirtschaftlichen Ordnung, die zu einem erheblichen Teil Kabinettsbeschlüsse wurden. Er war außerdem Mitglied einer unabhängigen Expertenkommission der Bundesregierung zur Beschleunigung von Investitionsgenehmigungsverfahren, die im November 1994 ihr Gutachten überreichte (so genannte „Schlichter-Kommission“). Darüber hinaus war Heinz Greiffenberger Mitglied der Monopolkommission der Bundesregierung von Juli 1996 bis Juni 2000.
Neben diesen Regierungskommissionen war Heinz Greiffenberger von 1997 bis 1999 Mitglied in der Reformkommission „Soziale Marktwirtschaft“, die die drei Stiftungen Ludwig Erhard, Heinz Nixdorf und Bertelsmann ins Leben gerufen hatten, um Reformansätze im marktwirtschaftlichen Sinne vorzuschlagen. Zu den politisch beachteten Papieren gehörten unter anderem Vorschläge zur Neuregelung der Finanzverfassung und zur Rentenreform.

### Mitgliedschaften
Heinz Greiffenberger war in folgenden Gremien tätig:
- Vorstand: vbw Vereinigung der Bayerischen Wirtschaft und vbm/BayME Bayerischer Unternehmensverband Metall und Elektro e.V., München (Regionalvorsitzender Oberfranken-Ost)
- Vorstand: Leopold Mozart-Kuratorium e. V., Augsburg
- Vorstand: Wissenschaftszentrum Schloss Thurnau e. V.
- Vorstand: Friedrich August von Hayek-Stiftung, Freiburg im Breisgau
- Stellvertretender Vorsitzender des Aufsichtsrates: Webasto AG Fahrzeugtechnik, Stockdorf
- Aufsichtsratsmitglied: BayBG Bayerische Beteiligungsgesellschaft, München
- Beirat: IKB Deutsche Industriebank AG, Düsseldorf; E.ON Bayern AG, Regensburg
- Gesellschafter: TV Oberfranken GmbH & Co. KG, Hof
- Vizepräsident: Oberfranken Offensiv e. V.
- Kuratoriumsvorsitzender: BF/M Betriebswirtschaftliches Forschungszentrum für Fragen der mittelständischen Wirtschaft e. V. an der Universität Bayreuth
- Vorsitzender des Stiftungsrates: Stiftung Internationale Unternehmensführung Bayreuth an der Universität Bayreuth
- Mitglied des Stiftungsrates: Gräflich Giech’sche Spitalstiftung, Thurnau

### Kulturelles Engagement
Heinz Greiffenberger war außerdem vielfältig kulturell engagiert. 1999 wurde erstmals der von Greiffenberger gestiftete Oberfränkische Innovationspreis vergeben. 2005 erhielt er Auszeichnungen für sein Engagement für das Kathanhaus, ein historisches Gebäude in Augsburg, das er kaufte und sanierte. Er wurde dafür mit der Staatsmedaille für Denkmalschutz der Bayerischen Staatsregierung, ersten Preisen der Hypokulturstiftung und des Bezirks Schwaben sowie dem Friedrich-Prinz-Fonds (Augsburger Fassadenpreis) ausgezeichnet.